# West Fairview
West Fairview es un lugar designado por el censo ubicado en el condado de Cumberland en el estado estadounidense de Pensilvania. En el año 2000 tenía una población de 585 habitantes y una densidad poblacional de 706 personas por km².

## Geografía
West Fairview se encuentra ubicado en las coordenadas 40°16′25″N 76°54′59″O / 40.27361, -76.91639.